# 20641 Yenuanchen
20641 Yenuanchen (1999 TF121) là một tiểu hành tinh vành đai chính được phát hiện ngày 4 tháng 10 năm 1999 bởi Nhóm nghiên cứu tiểu hành tinh gần Trái Đất phòng thí nghiệm Lincoln ở Socorro.